# Міста Республіки Конго
Міста Республіки Конго — перелік міст, що знаходяться на території центральноафриканської держави Республіка Конго (IHPC [Архівовано 11 січня 2005 у Wayback Machine.]).
У Республіці два найбільших міста — столиця Браззавіль (з населенням 1 252 974 особи на 2010) і Пуент-Нуар (з населенням 663 400 осіб на 2005). Таким чином, близько двох третин населення країни зосереджено в цих двох агломераціях.
У таблиці перераховано міста з населенням понад 2 000 осіб, за результатами переписів від 22 грудня 1984 року та від 6 червня 1996 року, а також оцінки 1 січня 2005 року. Браззавіль є самостійною одиницею, і не належить до інших адміністративних одиниць.
| Міста Республіки Конго |               |                    |              |              |             |                         |
| № п/п                  | Місто         | Оригінальна назва  | Населення    | Населення    | Населення   | Адміністративна одиниця |
| № п/п                  | Місто         | Оригінальна назва  | Перепис 1984 | Перепис 1996 | Оцінка 2005 | Адміністративна одиниця |
| 1.                     | Браззавіль    | фр. Brazzaville    | 585 812      | 856 410      | 1 138 044   | Браззавіль              |
| 2.                     | Пуент-Нуар    | фр. Pointe-Noire   | 294 203      | 455 131      | 630 883     | Куїлу                   |
| 3.                     | Лубомо        | фр. Loubomo        | 49 134       | 79 852       | 114 869     | Ніарі                   |
| 4.                     | Нкаї          | фр. Nkayi          | 36 540       | 46 727       | 56 175      | Буенза                  |
| 5.                     | Лоанго        | фр. Loandjili      |              |              | 26 387      | Куїлу                   |
| 6.                     | Весо          | фр. Ouesso         | 11 939       | 17 784       | 23 968      | Санга                   |
| 7.                     | Мадінгу       | фр. Madingou       | 11.505       | 17 000       | 22 760      | Буенза                  |
| 8.                     | Овандо        | фр. Owando         | 16.021       | 19 000       | 21 588      | Кювет                   |
| 9.                     | Гамбома       | фр. Gamboma        | 11 207       | 16 000       | 20 877      | Плато                   |
| 10.                    | Імпфондо      | фр. Impfondo       | 11 229       | 16 000       | 20 859      | Лікуала                 |
| 11.                    | Сибіті        | фр. Sibiti         | 14 556       | 17 000       | 19 089      | Лекуму                  |
| 12.                    | Мосенджо      | фр. Mossendjo      | 14 469       | 16 458       | 18 123      | Ніарі                   |
| 13.                    | Нгамаба-Мфілу | фр. Ngamaba-Mfilou |              |              | 16 254      | Куїлу                   |
| 14.                    | Кінкала       | фр. Kinkala        | 8 059        | 11 000       | 13 882      | Пул                     |
| 15.                    | Макоуа        | фр. Makoua         | 10 994       | 11 200       | 11 355      | Кювет                   |
| 16.                    | Джамбала      | фр. Djambala       | 7 178        | 8 500        | 9 650       | Плато                   |
| 17.                    | Ойо           | фр. Oyo            | 3 397        | 4 200        | 4 923       | Кювет                   |
| 18.                    | Матсанга      | фр. Matsanga       |              |              | 3 582       | Ніарі                   |
| 19.                    | Самбе         | фр. Sembé          |              |              | 2 514       | Санга                   |